# Alexandre Mikhaïlovitch Nikolski
Pour les articles homonymes, voir Alexandre Nikolski.
Alexandre Mikhaïlovitch Nikolski (en russe : Александр Михайлович Никольский) est un herpétologiste russe, né le 18 février 1858 à Astrakhan et mort le 8 décembre 1942 à Kharkiv.

## Biographie
Fils d'un chirurgien militaire, il étudie l'histoire naturelle à l'université impériale de Saint-Pétersbourg de 1877 à 1881. Il passe son doctorat en 1887 et devient professeur-assistant dans cette université.
À la même époque, il devient le conservateur des collections zoologiques de l'université. En 1895, il prend la direction du département d'herpétologie du Muséum zoologique de l'Académie des sciences.
Il quitte cette fonction en 1903 quand il devient professeur à l'université de Kharkov en Ukraine.
De 1881 à 1891, il participe à de nombreuses expéditions en Sibérie, au Japon, en Iran, dans le Caucase, etc. Son élève, Sergueï Tchernov (1903-1964) le remplace à son poste à l'Académie des sciences.
En 1919 il est élu membre de l'Académie des sciences d'Ukraine.
Parmi ses œuvres, il faut citer : Herpetologia Caucasica (1913), les volumes consacrées aux reptiles (1915 et 1916) et aux amphibiens (1918) dans la série intitulée Faune de Russie et des pays limitrophes.

## Sources
- (en) Kraig Adler, Contributions to the History of Herpetology, Society for the study of amphibians and reptiles, 1989, 202 p.  (ISBN 0-916984-19-2)
- (fr) Jean Lescure & Bernard Le Garff, L'étymologie des noms d'amphibiens et de reptiles, Éditions Belin, 2006  (ISBN 2-7011-4142-7)